# Campionati italiani di triathlon sprint del 2017
I Campionati italiani di triathlon sprint del 2017  sono stati organizzati da TRIevolution Sport Eventi in collaborazione con la Federazione Italiana Triathlon e si sono tenuti a Lignano in Friuli-Venezia Giulia, in data 30 settembre 2017.
Tra gli uomini ha vinto Alessandro Fabian ( Carabinieri), mentre la gara femminile è andata a Beatrice Mallozzi ( Minerva Roma).

## Risultati

### Élite uomini
| Pos. | Atleta                   | Società sportiva           | Nuoto    | Bici     | Corsa    | Totale   |
| ---- | ------------------------ | -------------------------- | -------- | -------- | -------- | -------- |
|      | Alessandro Fabian        | Carabinieri                | 00:09:41 | 00:26:59 | 00:15:14 | 00:53:35 |
|      | Davide Uccellari         | Fiamme Azzurre             | 00:09:44 | 00:26:54 | 00:15:19 | 00:53:48 |
|      | Andrea Giacomo Secchiero | Fiamme Oro                 | 00:09:43 | 00:26:55 | 00:15:32 | 00:53:54 |
| 4    | Gianluca Pozzatti        | 707 Triathlon Team         | 00:09:38 | 00:27:05 | 00:15:35 | 00:53:59 |
| 5    | Luca Facchinetti         | 707 Triathlon Team         | 00:10:06 | 00:27:04 | 00:15:08 | 00:54:04 |
| 6    | Nicola Azzano            | The Hurricane              | 00:09:49 | 00:26:50 | 00:15:52 | 00:54:15 |
| 7    | Mirko Lazzaretto         | Tri. Rari Nantes Marostica | 00:09:43 | 00:27:00 | 00:15:58 | 00:54:23 |
| 8    | Marco Corrà              | Minerva Roma               | 00:09:55 | 00:27:13 | 00:15:51 | 00:54:45 |
| 9    | Giulio Soldati           | T.D. Rimini                | 00:10:05 | 00:27:01 | 00:15:56 | 00:54:48 |
| 10   | Gabriele Salini          | 707 Triathlon Team         | 00:09:49 | 00:26:53 | 00:16:25 | 00:54:52 |
| 11   | Dario Chitti             | Venus Triathlon            | 00:10:06 | 00:27:04 | 00:16:04 | 00:54:54 |
| 12   | Sergiy Polikarpenko      | Aquatica Torino            | 00:10:17 | 00:27:20 | 00:15:26 | 00:54:59 |
| 13   | Diego Luca Boraschi      | Torrino-B4S                | 00:10:19 | 00:27:24 | 00:15:25 | 00:55:00 |
| 14   | Franco Pesavento         | Triathlon 7C               | 00:10:28 | 00:27:10 | 00:15:30 | 00:55:01 |
| 15   | Michele Sarzilla         | Raschiani Tri Pavese       | 00:09:58 | 00:27:07 | 00:16:09 | 00:55:02 |
| 16   | Elia Mozzachiodi         | Spezia Triathlon           | 00:10:13 | 00:26:57 | 00:16:19 | 00:55:17 |
| 17   | Daniel Hofer             | Venus Triathlon            | 00:10:29 | 00:27:14 | 00:15:51 | 00:55:30 |
| 18   | Alessio Fioravanti       | Minerva Roma               | 00:10:16 | 00:27:25 | 00:16:09 | 00:55:37 |
| 19   | Valerio Patanè           | Pro Patria Milano          | 00:10:02 | 00:27:11 | 00:16:44 | 00:55:40 |
| 20   | Stefano Intagliata       | PPRTeam                    | 00:10:25 | 00:27:10 | 00:15:57 | 00:55:43 |

### Élite donne
| Pos. | Atleta              | Società sportiva             | Nuoto    | Bici     | Corsa    | Totale   |
| ---- | ------------------- | ---------------------------- | -------- | -------- | -------- | -------- |
|      | Beatrice Mallozzi   | Minerva Roma                 | 00:12:49 | 00:29:35 | 00:17:29 | 01:00:33 |
|      | Ilaria Zane         | DDS                          | 00:11:51 | 00:29:47 | 00:17:32 | 01:00:36 |
|      | Alice Betto         | Fiamme Oro                   | 00:11:51 | 00:29:45 | 00:18:04 | 01:01:08 |
| 4    | Annamaria Mazzetti  | Fiamme Oro                   | 00:13:17 | 00:30:15 | 00:17:19 | 01:01:30 |
| 5    | Verena Steinhauser  | The Hurricane                | 00:13:18 | 00:30:14 | 00:17:46 | 01:01:56 |
| 6    | Federica Parodi     | T.D. Rimini                  | 00:13:19 | 00:30:13 | 00:17:57 | 01:02:09 |
| 7    | Alessandra Tamburri | Minerva Roma                 | 00:12:54 | 00:30:40 | 00:18:11 | 01:02:22 |
| 8    | Sharon Spimi        | Pol. Riccione                | 00:11:53 | 00:29:40 | 00:19:09 | 01:02:33 |
| 9    | Gaia Peron          | 707 Triathlon Team           | 00:13:03 | 00:30:35 | 00:18:41 | 01:02:58 |
| 10   | Luisa Iogna-Prat    | DDS                          | 00:13:28 | 00:30:02 | 00:18:53 | 01:03:01 |
| 11   | Michela Pozzuoli    | Minerva Roma                 | 00:12:36 | 00:30:02 | 00:18:52 | 01:03:08 |
| 12   | Lilli Gelmini       | T.D. Rimini                  | 00:13:27 | 00:30:06 | 00:19:13 | 01:03:28 |
| 13   | Bianca Seregni      | Triathlon Cremona Stradivari | 00:12:59 | 00:30:37 | 00:19:10 | 01:03:30 |
| 14   | Cecilia D'Aniello   | T.D. Rimini                  | 00:13:22 | 00:30:12 | 00:19:11 | 01:03:32 |
| 15   | Carlotta Bonacina   | Pro Patria Milano            | 00:12:37 | 00:30:04 | 00:19:33 | 01:03:49 |
| 16   | Asia Mercatelli     | Pol. Riccione                | 00:13:32 | 00:30:06 | 00:19:28 | 01:03:49 |
| 17   | Elisa Marcon        | 707 Triathlon Team           | 00:13:30 | 00:30:04 | 00:19:52 | 01:04:07 |
| 18   | Alice Comotto       | Minerva Roma                 | 00:13:26 | 00:30:10 | 00:20:20 | 01:04:37 |
| 19   | Tania Molinari      | Piacenza Triathlon Vivo      | 00:13:43 | 00:31:23 | 00:19:06 | 01:04:53 |
| 20   | Chiara Magrini      | Aquatica Torino              | 00:13:09 | 00:30:26 | 00:21:19 | 01:05:35 |